# دهستان مشایخ (ممسنی)
دهستان مشایخ نام دهستانی در بخش دشمن زیاری شهرستان ممسنی، استان فارس در ایران است. براساس سرشماری مرکز آمار ایران در سال ۱۳۹۵، جمعیت آن ۵۲۴ نفر (۱۶۹خانوار) بوده‌است.